# Gabriel Beszłej
Gabriel Beszłej (ur. 1957 we Wrocławiu) – polski dyplomata, ambasador RP w Meksyku (1999–2004).

## Życiorys
Ukończył studia filozoficzne i filologiczne na Katolickim Uniwersytecie Lubelskim oraz studia podyplomowe na Sorbonie.
W pierwszej połowie lat 90. był dyrektorem gabinetu, a także pełnomocnikiem ds. kontaktów zagranicznych wojewody lubelskiego. W latach 1995–1997 pracował w Telewizji Polskiej. Następnie został dyrektorem w Kancelarii Prezesa Rady Ministrów. Od 1999 do 2004 pełnił funkcję ambasadora RP w Meksyku. Po powrocie ponownie w KPRM. Po jakimś czasie został zastępcą sekretarza Generalnego, a następnie sekretarzem Generalnym grupy Europejskich Konserwatystów i Reformatorów w Parlamencie Europejskim